# Augusto Finotti
Augusto Finotti (Valle di Garduno, Diocese de Trento, 1840 - Itália, 5 de fevereiro de 1919) foi um padre católico italiano ativo no Brasil.
Estudou no Seminário de Trento e foi ordenado em 1869. Era membro da congregação dos Palotinos e em 1877 transferiu-se para o Brasil. Em janeiro de 1878 foi nomeado capelão da Colônia Caxias, no Rio Grande do Sul, substituindo o padre Antonio Passaggi, mas não é certo que tenha tomado posse. Em 8 de junho do mesmo ano foi designado capelão da Colônia Conde d'Eu, e em 1879 foi transferido para o Curato de São Vendelino.
Em 1880 recebeu nova nomeação como capelão da Colônia Caxias, iniciando os preparativos para a ereção da paróquia, da qual assumiu a titularidade em 24 de maio de 1884. Contudo, renunciou após 15 dias, provavelmente devido a conflitos com os maçons, passando a trabalhar na zona rural. Passou algum tempo assistindo o vigário de Silveira Martins, em 1886 foi nomeado cura de Figueira de Melo e em 1888 estava novamente em Caxias como auxiliar do pároco André Walter, e colaborando com a comissão de obras da primeira Igreja Matriz. Quando a Capelania da Linha Zamith da Colônia Dona Isabel foi elevada à condição de paróquia, foi nomeado titular, sendo provido em 13 de fevereiro de 1889. Em 29 de setembro de 1890 foi nomeado cura de Nova Trento. Em 1901 retornou à Itália, onde faleceu.
Finotti foi um importante apoiador dos imigrantes trentinos, que por terem nacionalidade austríaca costumavam ser discriminados pela maioria dos outros imigrantes, em geral oriundos do Vêneto. Mais tarde sua fidelidade ao Império Austríaco, que na época dominava o Trentino, valeu-lhe uma condecoração imperial.
Foi o principal incentivador da instalação dos Capuchinhos em Nova Trento e o diretor das obras do Convento do Sagrado Coração, que se tornou a primeira casa de noviciado capuchinho no estado, e é lembrado também como um grande opositor da Maçonaria em uma época em que tal movimento adquirira grande influência sobre a sociedade brasileira. Nova Trento recebeu seu nome em homenagem à região de origem do padre.